# Коломієць (річка)
Коломієць, Коломиєць — річка в Україні, у Костопільському районі Рівненської області. Права притока Замчисько (басейн Дніпра).

## Опис
Довжина річки 12 км, похил річки — 1,3 м/км. Площа басейну 64,3 км².

## Розташування
Бере початок на північно-західній стороні від села Матіївки. Тече переважно на північний захід і на південно-східній стороні від Малої Любаші впадає в річку Замчисько, праву притоку Горині.